# مدار ۱۲ درجه شمالی
مدار ۱۲ درجه شمالی، دایره‌ای از عرض جغرافیایی است که در ۱۲ درجهٔ شمالی خط استوا  قرار دارد.

## گذر از مناطق
از نصف‌النهار مبدأ شروع می‌شود و به سمت مشرق ۱۲ درجه شمالی از موارد زیر گذر می‌کند:
| مختصات‌ها                                             | کشور، قلمرو یا دریا | توضیحات |
| ---------------------------------------------------- | ------------------- | --- |
| ۱۲°۰′ شمالی ۰°۰′ شرقی / ۱۲٫۰۰۰°شمالی ۰٫۰۰۰°شرقی      | بورکینافاسو         | |
| ۱۲°۰′ شمالی ۲°۱۹′ شرقی / ۱۲٫۰۰۰°شمالی ۲٫۳۱۷°شرقی     | نیجر                | For about 15 km |
| ۱۲°۰′ شمالی ۲°۲۸′ شرقی / ۱۲٫۰۰۰°شمالی ۲٫۴۶۷°شرقی     | بنین                | |
| ۱۲°۰′ شمالی ۳°۱۵′ شرقی / ۱۲٫۰۰۰°شمالی ۳٫۲۵۰°شرقی     | نیجر                | |
| ۱۲°۰′ شمالی ۳°۴۰′ شرقی / ۱۲٫۰۰۰°شمالی ۳٫۶۶۷°شرقی     | نیجریه              | |
| ۱۲°۰′ شمالی ۱۴°۳۸′ شرقی / ۱۲٫۰۰۰°شمالی ۱۴٫۶۳۳°شرقی   | کامرون              | |
| ۱۲°۰′ شمالی ۱۵°۵′ شرقی / ۱۲٫۰۰۰°شمالی ۱۵٫۰۸۳°شرقی    | چاد                 | Passing just south of انجامنا |
| ۱۲°۰′ شمالی ۲۲°۳۷′ شرقی / ۱۲٫۰۰۰°شمالی ۲۲٫۶۱۷°شرقی   | سودان               | |
| ۱۱°۰′ شمالی ۳۲°۴۵′ شرقی / ۱۱٫۰۰۰°شمالی ۳۲٫۷۵۰°شرقی   | سودان جنوبی         | |
| ۱۱°۰′ شمالی ۳۳°۱۳′ شرقی / ۱۱٫۰۰۰°شمالی ۳۳٫۲۱۷°شرقی   | سودان               | |
| ۱۲°۰′ شمالی ۳۵°۱۸′ شرقی / ۱۲٫۰۰۰°شمالی ۳۵٫۳۰۰°شرقی   | اتیوپی              | Passing through دریاچه تانا |
| ۱۲°۰′ شمالی ۴۲°۵′ شرقی / ۱۲٫۰۰۰°شمالی ۴۲٫۰۸۳°شرقی    | جیبوتی              | |
| ۱۲°۰′ شمالی ۴۳°۲۳′ شرقی / ۱۲٫۰۰۰°شمالی ۴۳٫۳۸۳°شرقی   | اقیانوس هند         | خلیج عدن - passing just north of the northernmost point of سومالی · دریای عرب - passing just south of the سقطرا archipelago, یمن |
| ۱۲°۰′ شمالی ۷۵°۱۵′ شرقی / ۱۲٫۰۰۰°شمالی ۷۵٫۲۵۰°شرقی   | هند                 | کرالا کارناتاکا تامیل نادو پودوچری - for about 4 km Tamil Nadu |
| ۱۲°۰′ شمالی ۷۹°۵۱′ شرقی / ۱۲٫۰۰۰°شمالی ۷۹٫۸۵۰°شرقی   | اقیانوس هند         | خلیج بنگال |
| ۱۲°۰′ شمالی ۹۲°۳۷′ شرقی / ۱۲٫۰۰۰°شمالی ۹۲٫۶۱۷°شرقی   | هند                 | جزایر آندامان و نیکوبار - South Andaman Island and Havelock Island |
| ۱۲°۰′ شمالی ۹۳°۱′ شرقی / ۱۲٫۰۰۰°شمالی ۹۳٫۰۱۷°شرقی    | اقیانوس هند         | دریای آندامان |
| ۱۲°۰′ شمالی ۹۷°۴۴′ شرقی / ۱۲٫۰۰۰°شمالی ۹۷٫۷۳۳°شرقی   | میانمار (Burma)     | Mergui Archipelago and mainland |
| ۱۲°۰′ شمالی ۹۹°۳۵′ شرقی / ۱۲٫۰۰۰°شمالی ۹۹٫۵۸۳°شرقی   | تایلند              | |
| ۱۲°۰′ شمالی ۹۹°۵۲′ شرقی / ۱۲٫۰۰۰°شمالی ۹۹٫۸۶۷°شرقی   | خلیج تایلند         | |
| ۱۲°۰′ شمالی ۱۰۲°۱۸′ شرقی / ۱۲٫۰۰۰°شمالی ۱۰۲٫۳۰۰°شرقی | تایلند              | Island of Ko Chang |
| ۱۲°۰′ شمالی ۱۰۲°۲۵′ شرقی / ۱۲٫۰۰۰°شمالی ۱۰۲٫۴۱۷°شرقی | خلیج تایلند         | |
| ۱۲°۰′ شمالی ۱۰۲°۴۶′ شرقی / ۱۲٫۰۰۰°شمالی ۱۰۲٫۷۶۷°شرقی | تایلند              | For about 1 km |
| ۱۲°۰′ شمالی ۱۰۲°۴۷′ شرقی / ۱۲٫۰۰۰°شمالی ۱۰۲٫۷۸۳°شرقی | کامبوج              | |
| ۱۲°۰′ شمالی ۱۰۶°۴۵′ شرقی / ۱۲٫۰۰۰°شمالی ۱۰۶٫۷۵۰°شرقی | ویتنام              | |
| ۱۲°۰′ شمالی ۱۰۹°۱۴′ شرقی / ۱۲٫۰۰۰°شمالی ۱۰۹٫۲۳۳°شرقی | دریای جنوبی چین     | Passing just north of the island of Culion, فیلیپین |
| ۱۲°۰′ شمالی ۱۲۰°۱′ شرقی / ۱۲٫۰۰۰°شمالی ۱۲۰٫۰۱۷°شرقی  | فیلیپین             | جزیره بوسوانگا |
| ۱۲°۰′ شمالی ۱۲۰°۲۰′ شرقی / ۱۲٫۰۰۰°شمالی ۱۲۰٫۳۳۳°شرقی | دریای سولو          | |
| ۱۲°۰′ شمالی ۱۲۱°۲۲′ شرقی / ۱۲٫۰۰۰°شمالی ۱۲۱٫۳۶۷°شرقی | فیلیپین             | Semirara Island |
| ۱۲°۰′ شمالی ۱۲۱°۲۴′ شرقی / ۱۲٫۰۰۰°شمالی ۱۲۱٫۴۰۰°شرقی | دریای سولو          | Passing just north of the island of Molocamboc, فیلیپین · Passing just north of the island of Borocay, فیلیپین |
| ۱۲°۰′ شمالی ۱۲۱°۵۵′ شرقی / ۱۲٫۰۰۰°شمالی ۱۲۱٫۹۱۷°شرقی | دریای سیبویان       | |
| ۱۲°۰′ شمالی ۱۲۳°۱۱′ شرقی / ۱۲٫۰۰۰°شمالی ۱۲۳٫۱۸۳°شرقی | فیلیپین             | Masbate Island |
| ۱۲°۰′ شمالی ۱۲۳°۱۵′ شرقی / ۱۲٫۰۰۰°شمالی ۱۲۳٫۲۵۰°شرقی | دریای ویسایا        | Asid Gulf |
| ۱۲°۰′ شمالی ۱۲۳°۴۳′ شرقی / ۱۲٫۰۰۰°شمالی ۱۲۳٫۷۱۷°شرقی | فیلیپین             | Masbate Island |
| ۱۲°۰′ شمالی ۱۲۴°۲′ شرقی / ۱۲٫۰۰۰°شمالی ۱۲۴٫۰۳۳°شرقی  | Samar Sea           | Passing just south of the island of Tagapul-an, فیلیپین · Passing just north of the island of Almagro, فیلیپین · Passing just north of the island of Camandag, فیلیپین |
| ۱۲°۰′ شمالی ۱۲۴°۴۱′ شرقی / ۱۲٫۰۰۰°شمالی ۱۲۴٫۶۸۳°شرقی | فیلیپین             | Samar Island |
| ۱۲°۰′ شمالی ۱۲۵°۲۸′ شرقی / ۱۲٫۰۰۰°شمالی ۱۲۵٫۴۶۷°شرقی | اقیانوس آرام        | Passing just north of انوتاک atoll, جزایر مارشال · Passing just north of آب‌سنگ حلقوی بیکینی, جزایر مارشال · Passing just south of Bikar Atoll, جزایر مارشال |
| ۱۲°۰′ شمالی ۸۶°۴۱′ غربی / ۱۲٫۰۰۰°شمالی ۸۶٫۶۸۳°غربی   | نیکاراگوئه          | Passing through دریاچه نیکاراگوئه |
| ۱۲°۰′ شمالی ۸۳°۴۶′ غربی / ۱۲٫۰۰۰°شمالی ۸۳٫۷۶۷°غربی   | دریای کارائیب       | Passing just south of the Corn Islands , نیکاراگوئه · Passing just south of the Albuquerque Cays, کلمبیا |
| ۱۲°۰′ شمالی ۷۲°۱۱′ غربی / ۱۲٫۰۰۰°شمالی ۷۲٫۱۸۳°غربی   | کلمبیا              | Guajira Peninsula |
| ۱۲°۰′ شمالی ۷۱°۹′ غربی / ۱۲٫۰۰۰°شمالی ۷۱٫۱۵۰°غربی    | دریای کارائیب       | خلیج ونزوئلا |
| ۱۲°۰′ شمالی ۷۰°۱۵′ غربی / ۱۲٫۰۰۰°شمالی ۷۰٫۲۵۰°غربی   | ونزوئلا             | Paraguaná Peninsula |
| ۱۲°۰′ شمالی ۶۹°۴۹′ غربی / ۱۲٫۰۰۰°شمالی ۶۹٫۸۱۷°غربی   | دریای کارائیب       | Passing between the islands of کوراسائو and Klein Curaçao, کوراسائو · Passing just south of the island of بونیر, هلند · Passing just north of the Las Aves archipelago, ونزوئلا · Passing just north of the مجمع‌الجزایر لوس روکوئز, ونزوئلا · Passing just north of La Orchila island, ونزوئلا · Passing just north of Blanquilla Island, ونزوئلا |
| ۱۲°۰′ شمالی ۶۱°۴۸′ غربی / ۱۲٫۰۰۰°شمالی ۶۱٫۸۰۰°غربی   | گرنادا              | |
| ۱۲°۰′ شمالی ۶۱°۴۲′ غربی / ۱۲٫۰۰۰°شمالی ۶۱٫۷۰۰°غربی   | اقیانوس اطلس        | |
| ۱۲°۰′ شمالی ۱۶°۲۰′ غربی / ۱۲٫۰۰۰°شمالی ۱۶٫۳۳۳°غربی   | گینه بیسائو         | |
| ۱۲°۰′ شمالی ۱۳°۴۲′ غربی / ۱۲٫۰۰۰°شمالی ۱۳٫۷۰۰°غربی   | گینه                | |
| ۱۲°۰′ شمالی ۱۱°۱۶′ غربی / ۱۲٫۰۰۰°شمالی ۱۱٫۲۶۷°غربی   | مالی                | For about 3 km |
| ۱۲°۰′ شمالی ۱۱°۱۴′ غربی / ۱۲٫۰۰۰°شمالی ۱۱٫۲۳۳°غربی   | گینه                | |
| ۱۲°۰′ شمالی ۱۰°۴۶′ غربی / ۱۲٫۰۰۰°شمالی ۱۰٫۷۶۷°غربی   | مالی                | |
| ۱۲°۰′ شمالی ۱۰°۳۴′ غربی / ۱۲٫۰۰۰°شمالی ۱۰٫۵۶۷°غربی   | گینه                | |
| ۱۲°۰′ شمالی ۸°۴۸′ غربی / ۱۲٫۰۰۰°شمالی ۸٫۸۰۰°غربی     | مالی                | |
| ۱۲°۰′ شمالی ۴°۵۵′ غربی / ۱۲٫۰۰۰°شمالی ۴٫۹۱۷°غربی     | بورکینافاسو         | |
| ۱۲°۰′ شمالی ۴°۴۵′ غربی / ۱۲٫۰۰۰°شمالی ۴٫۷۵۰°غربی     | مالی                | For about 1 km |
| ۱۲°۰′ شمالی ۴°۴۴′ غربی / ۱۲٫۰۰۰°شمالی ۴٫۷۳۳°غربی     | بورکینافاسو         | |